# Apophua aquilonia
Apophua aquilonia là một loài tò vò trong họ Ichneumonidae.